# 3 Grupa Lotnicza
3 Grupa Lotnicza – związek organizacyjny lotnictwa Wojska Polskiego.

## Historia grupy
Wiosną 1929 roku, w celu usprawnienia dowodzenia jednostkami, została utworzona 3 Grupa Aeronautyczna. Podstawą utworzenia grupy był rozkaz ministra spraw wojskowych B. Og. Org. L. 10717/1928 o wprowadzeniu w życie nowej organizacji Aeronautyki na stopie pokojowej oraz zarządzenie szefa Departamentu Aer. L. 701/tjn. z 6 lutego 1929 roku „Zestawienie składów osobowych i etatów aeronautyki na stopie pokojowej”. Dowódca grupy i szef sztabu zostali wyznaczeni na stanowiska 27 kwietnia 1929 roku.
Dowódcy grupy z siedzibą w Krakowie podporządkowano 2 pułk lotniczy w Krakowie i 6 pułk lotniczy we Lwowie. 
22 sierpnia tego roku minister spraw wojskowych zaszeregował stanowiska oficerskie, „objęte nową organizacją Aeronautyki (P. S. 10–800) do poszczególnych kategorii dodatku służbowego”: dowódca grupy aeronautycznej (do kat. V), I oficer sztabu grupy aeronautycznej (do kat. VIB) oraz oficer sztabu grupy aeronautycznej (do kat. VIIB).
12 września 1929 roku zostały określone zadania dowódcy grupy, które obejmowały nadzór nad doskonaleniem personelu latającego pułków według wytycznych szefa Departamentu Aeronautyki MSWojsk. oraz samodzielne organizowanie ćwiczeń broni połączonych z udziałem lotnictwa, ćwiczeń o charakterze wybitnie lotniczym, gier wojennych, ćwiczeń aplikacyjnych, ćwiczeń OPL oraz wszelkiego rodzaju zawodów lotniczych i zawodów z zakresu przysposobienia wojskowego.
W 1931 roku, w związku z likwidacją 2 Grupy Aeronautycznej, w skład 3 Grupy Aeronautycznej został włączony 3 pułk lotniczy z Poznania.
Z dniem 1 września 1931 roku minister spraw wojskowych zmniejszył skład osobowy dowództwa grupy likwidując stanowiska II i III oficera sztabu oraz stanowiska trzech urzędników III kategorii. Z dniem 15 listopada 1932 roku minister spraw wojskowych dokonał kolejnej zmiany etatu dowództwa grupy aeronautycznej P. S. 10–800 z 8 grudnia 1928 roku polegającej na zastąpieniu podoficerów zawodowych kancelistów urzędnikami cywilnymi III kategorii. Jednocześnie minister zezwolił na pozostawienie podoficerów zawodowych na stanowiskach do 31 marca następnego roku.
Z dniem 1 stycznia 1936 roku, w ramach reorganizacji lotnictwa spowodowanej potrzebami przygotowań do zadań obrony kraju, dokonano zmian w składzie grup aeronautycznych. W skład grupy został włączony 4 pułk lotniczy i 1 batalion balonowy z Torunia, natomiast 6 pułk lotniczy został podporządkowany dowódcy 1 Grupy Aeronautycznej w Warszawie. W ten sposób 3 Grupa objęła wszystkie formacje liniowe rozlokowane w zachodniej części kraju. W tym samym roku 3 Grupa Aeronautyczna została przemianowana na 3 Grupę Lotniczą.
Z dniem 1 stycznia 1938 roku Dowództwo 3 Grupy Lotniczej zostało przeniesione z Krakowa do Warszawy.
Zgodnie z planem mobilizacyjnym „W” Dowództwo 3 Grupy Lotniczej w razie zarządzenia mobilizacji było likwidowane.
| Organizacja grupy lotniczej      | Organizacja grupy lotniczej      | Organizacja grupy lotniczej |
| w latach 1929-1931               | w latach 1931-1936               | w latach 1936-1939          |
| -------------------------------- | -------------------------------- | --------------------------- |
| Dowództwo 3 Grupy Aeronautycznej | Dowództwo 3 Grupy Aeronautycznej | Dowództwo 3 Grupy Lotniczej |
| 2 pułk lotniczy                  | 2 pułk lotniczy                  | 2 pułk lotniczy             |
| 6 pułk lotniczy                  | 6 pułk lotniczy                  | 3 pułk lotniczy             |
|                                  | 3 pułk lotniczy                  | 4 pułk lotniczy             |
|                                  |                                  | 1 batalion balonowy         |

| Obsada personalna dowództwa grupy | Obsada personalna dowództwa grupy | Obsada personalna dowództwa grupy        | Obsada personalna dowództwa grupy |
| Dowódcy grupy                     | Dowódcy grupy                     | I oficerowie sztabu                      | I oficerowie sztabu               |
| --------------------------------- | --------------------------------- | ---------------------------------------- | --------------------------------- |
| płk dypl. pil. Stanisław Jasiński | do †10 VIII 1932                  | kpt. dypl. obs. Mieczysław Lisiewicz     | IV 1929 – III 1932                |
| płk dypl. obs. Stanisław Ujejski  | IV 1933 – XI 1935                 | kpt. / mjr dypl. mgr Olgierd Tuskiewicz  | XII 1933 – X 1935                 |
| płk pil. Władysław Kalkus         | XI 1935 – III 1939                | mjr / ppłk dypl. obs. Modest Rastawiecki | 1938 – VI 1939                    |
| płk pil. Wacław Iwaszkiewicz      | 1939                              | ppłk dypl. obs. Zygmunt Wojciechowski    | 1939                              |